# アンドロジナスドッキング機構
アンドロジナスドッキング機構、またはアンドロジナス接続システム（英: Androgynous Peripheral Attach System, APAS、露: Андрогинно-периферийный агрегат стыковки, АПАС）とは、ミール宇宙ステーションや国際宇宙ステーションで使用されている宇宙船ドッキング機構である。これはスペースシャトル・オービターがISSに係留されるために、または、基本機能モジュール・ザーリャが与圧結合アダプタ (PMA) を介してISSのアメリカ側モジュールと接続されるために使われている。これと互換性のある接続システムは中国の神舟宇宙船にも使われていて、将来において神舟号がISSとドッキングできるようにしている。

## 設計

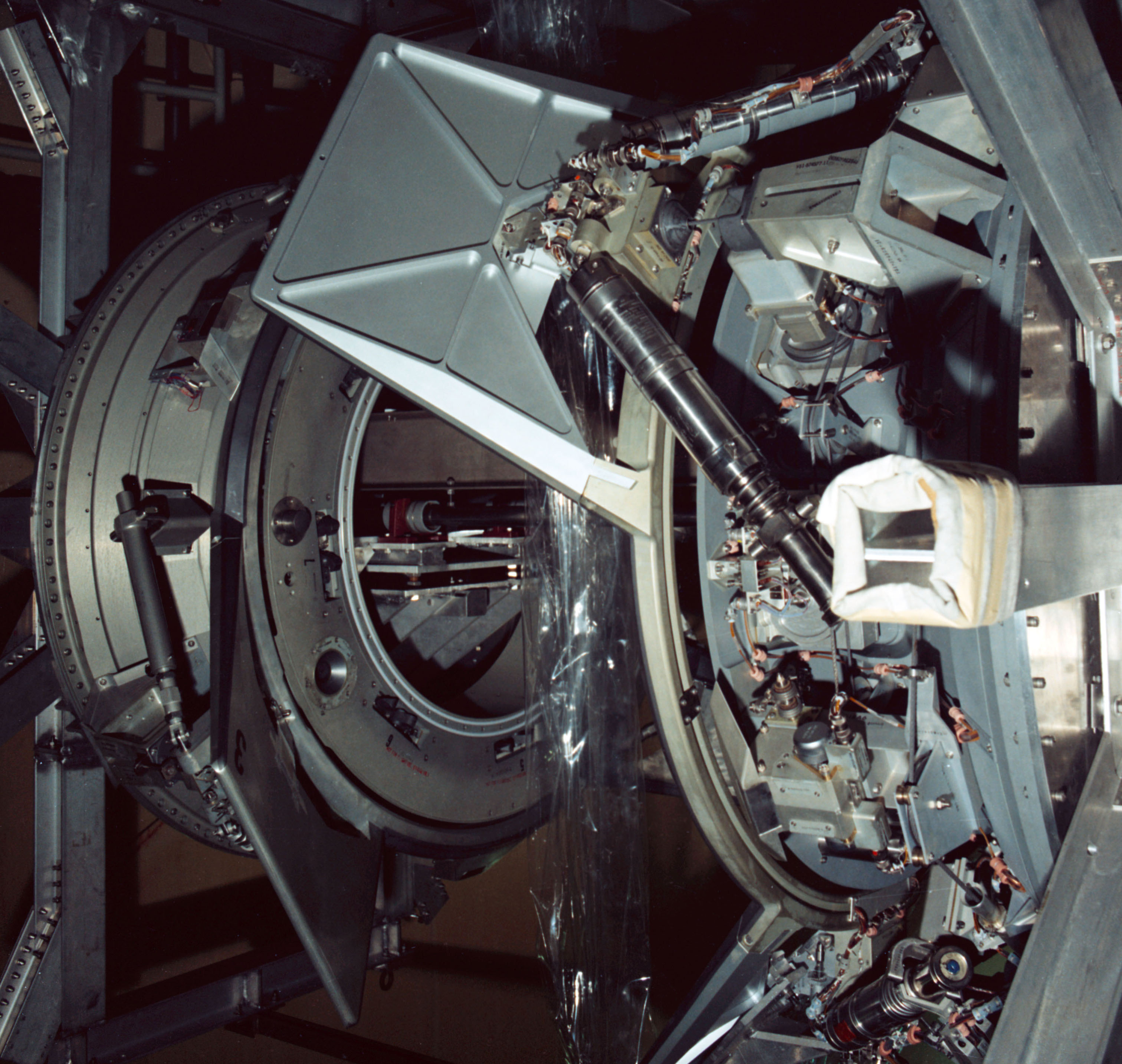
APAS-75

アンドロジナスドッキング機構はウラジーミル・シロミャトニコフによって設計された。彼はモスクワに本拠を置くS.P.コロリョフ ロケット&スペース コーポレーション エネルギアに在籍していた。このドッキング機構はアポロ・ソユーズテスト計画 (ASTP) に源流を発している。このデザインに至る前身になったアイデアは初期型の探針誘導式ドッキング機構とは異なり、どんなAPASのドッキングリングであっても、他のどのようなAPASドッキングリングとも接続できる。オス側・メス側の区別が無く、この特徴を以ってアンドロジナス、「両性具有」であるという。どちらの側もそれぞれドッキングを行えるようにできていながら、ドッキングする際は能動側と受動側に役割を分担し、しかもどちらの側も時と場合に応じて能動/受動の両役を完璧にこなせるように設計されている。APASには以下の3種類の基本バージョンが存在する。

### APAS-75
APAS-75はアポロ・ソユーズ共同飛行計画 (ASTP) のために開発された。それまでのドッキング機構と違い、両方のユニットは必要に応じて能動側と受動側の両役を受け持つことができた。ドッキング時には、伸長した能動側ユニット（右）のスペードマークの形をした案内板と、折りたたまれた受動側ユニット（左）が、おおよその配置を相互に調整し合う。案内板を保持したリングが、能動側ユニットのラッチが受動側ユニットの受け溝に嵌まり込むように位置を微調整した。それらを受け止め合った後、アメリカ側ユニットにあるショックアブソーバーが残余の衝撃エネルギーを消散し、ソビエト側では機械式の減衰機が同等の機能を果たした。能動側は、ドッキングカラーを一緒な位置に持ってくるため、その瞬間に畳み込まれた。ドッキングカラーの中に配置された案内板とソケットが、ドッキング装置同士が真正面に配置される作業を完了した。四つのバネ付き押し棒が、宇宙船同士をドッキング解除するときに相手側を押し出して分離した。ロシアはAPAS-75を使ったソユーズ宇宙船を5機建造した。最初の3機（コスモス638号、672号、ソユーズ16号）はテスト機として飛行した。1機はアポロ・ソユーズテスト計画に使われた。ソユーズ19号は実際にこのドッキング機構を使用した唯一のソユーズ宇宙船である。また、最後の1機はソユーズ22号として宇宙飛行した。アポロ・ソユーズテスト計画では、アメリカ側の宇宙船であるASTPドッキング機構は、機体の片方の端にAPAS-75ドッキング・カラーを、もう片方の端にアポロ・ドッキングカラーを装着していた。

### APAS-89
ソビエト連邦がミール計画を開始した時、彼らはブラン往還機建造にも手をつけていた。APAS-89は、ミール宇宙ステーションに接続するブランのためのドッキング機構とする構想を描かれた。オリジナルの設計から大幅に変更が加えられた。外側リングの直径は、2,030ミリメートルから1,550ミリメートルに狭められ、そして位置調整用ペタル（花弁のような板）は、以前はドッキングリングの外側に設置して、外に開くように動作していたのを相手リングの内側を通すため、フリーな時は内側に向けて窄まっているように設計変更された。この設計ではドッキングポートの内径を凡そ800ミリメートルに制限していた。1994年、ブラン計画は最終的にキャンセルされ、ミール宇宙ステーションに向けて飛ぶことは2度となかった。しかし、ミールのクリスタル・モジュールは2基のAPAS接続カラーを用意していた。ミール・ドッキングモジュール (MDM) は、基本的に言えばクリスタルとシャトルの間に割り込ませた、両端面にAPAS-89を使ったスペーサーモジュールである。この設計は、時に「アンドロジナス・ペリフェラル・ドッキング・システム」(Androgynous Peripheral Docking System, APDS) と呼ばれることが有る。

### APAS-95
シャトル・ミール計画の始まった時、APASは接続システムとして選ばれた。ミールを訪問したアメリカのスペースシャトルが、アンドロジナスドッキング機構を使用した。このドッキングカラーは、当初はブラン往還機のために設計されたもので、また、APASを搭載したブラケットは、当初はアメリカの宇宙ステーション「フリーダム」のために設計されたものである。エネルギア社がシャトルに搭載されたAPASに付与したバージョンはAPAS-95だが、これ自体はAPAS-89と基本的にはほぼ同じものであった。シャトルのオービタ・ドッキング機構 (Orbiter Docking System) に搭載されたAPASはシャトル-ISSにおけるドッキング用途の運用が開始されたときでも変更されずに残されていた。オービタから外側に向かって伸ばされた能動側捕捉リングは、国際宇宙ステーションに取り付けられた与圧結合アダプタ (PMA) 上の受動側接合リングと確実に結合する機能が有る。キャプチャー・リングが接続時に位置を調整し、相手と一体になってから12個のストラクチャラル・フックを展開し、双方の気密シールをし、互いの装置に掛け金を降ろして固定しあう。PMA側のAPASは、アンドロジナスとは名ばかりで受動側しか出来ないように改造されていた。

## ギャラリー

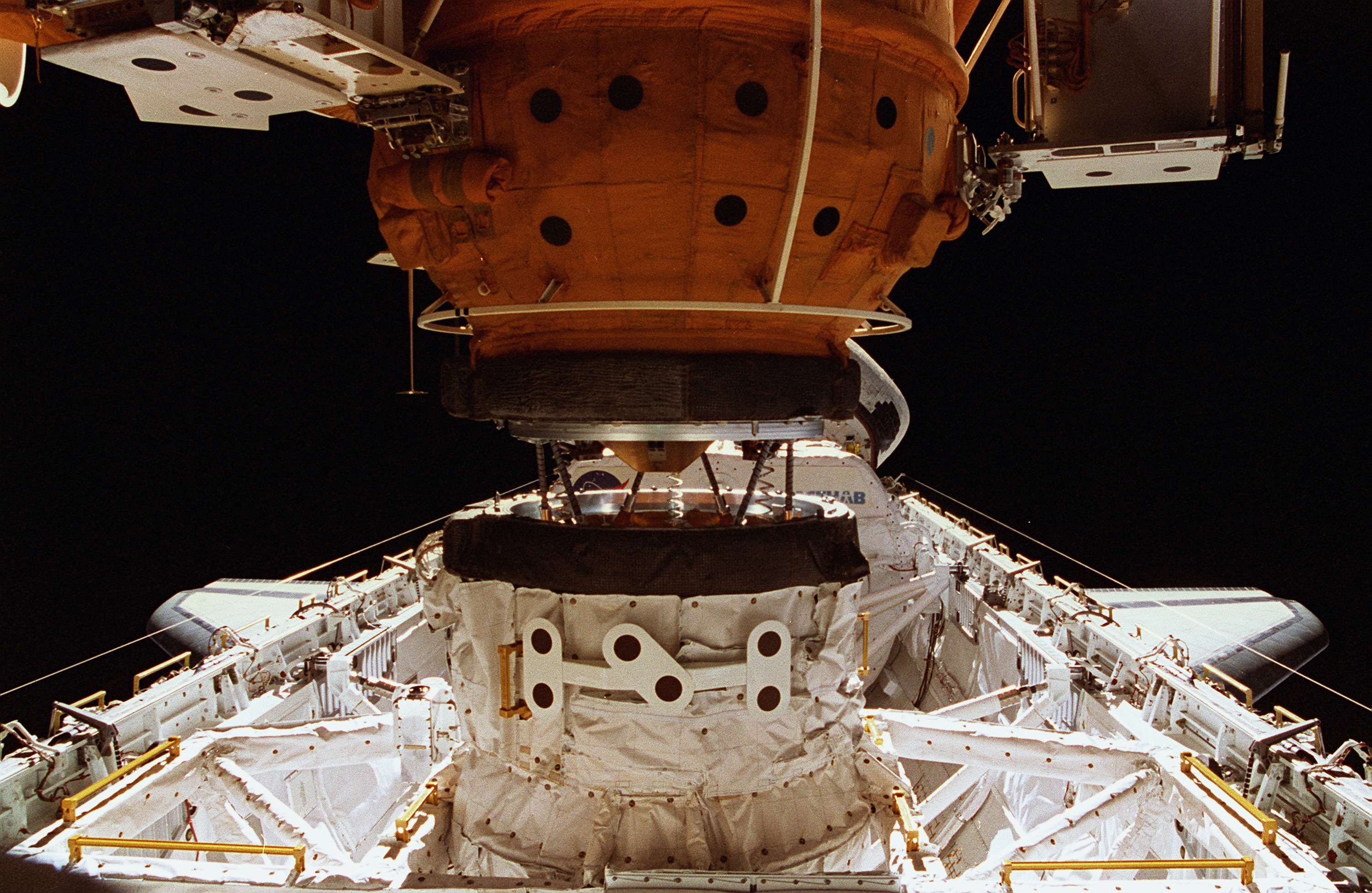
シャトルとミールをドッキングしているAPAS